# Cornelius Castoriadis
Cornelius Castoriadis [kɔʁneljys kastɔʁjadis] (en grec moderne : Κορνήλιος Καστοριάδης [korˈnilios kastoriˈaðis]), né le 11 mars 1922 à Constantinople et mort le 26 décembre 1997 à Paris 7e, est un philosophe, économiste et psychanalyste d'origine grecque, fondateur avec Claude Lefort du groupe Socialisme ou barbarie.
Il consacra une grande partie de sa réflexion à la notion d'autonomie, comme disposition à faire être du nouveau, projet de société visant l'autonomie individuelle et collective, soit une démocratie « radicale », qu'il opposait à l'hétéronomie, constitutive selon lui des sociétés religieuses et traditionnelles, ainsi que des régimes matérialistes productivistes industriels, capitalistes et communistes.
Son œuvre témoigne de la variété des champs disciplinaires auxquels il s'intéressa : l'épistémologie, l'anthropologie, la politique, l'économie, l'histoire, ou encore la « théorie de l'âme », ainsi que la psychanalyse.

## Biographie

### Jeunesse et formation
Cornelius Castoriadis est issu d’une famille grecque de Constantinople (Istanbul), capitale de l’Empire ottoman. En 1922, comme des dizaines de milliers de Grecs ottomans, la famille Castoriadis doit fuir la Turquie pendant la Grande Catastrophe d'Asie mineure et s’installe à Athènes. Il y fait ses études secondaires, puis étudie le droit et les sciences politiques et économiques. En 1937, alors que la Grèce est sous le régime de Métaxas, il entre dans les Jeunesses communistes,. En 1941, il devient membre du Parti communiste (KKE), le quitte en 1943 et s’affilie au groupe trotskyste de Spyros Priphtès (dit « Agis Stinas (el) »), en butte à l'hostilité à la fois de l'occupant allemand et des communistes orthodoxes de l'EAM-ELAS.
Ayant achevé sa formation à l’université d’Athènes, il vient la compléter à Paris en 1946, grâce à une bourse de l'Institut français d'Athènes alors dirigé par Octave Merlier. Il fait le voyage (via le Pirée, Tarente et Marseille) à bord du Mataroa dans un groupe d'étudiants où se trouvent, entre autres, Kostas Axelos et Kostas Papaioannou.
En 1948, il devient économiste à l'OCDE, poste qu'il occupe jusqu'en 1970.

### Socialisme ou barbarie(1949-1967)
En France, il est membre du Parti communiste internationaliste (PCI), qui appartient à la IVe Internationale (trotskiste).
En août 1946, sous le pseudonyme de Chaulieu, il y crée, avec Claude Lefort (dit Montal) une tendance minoritaire, la tendance « Chaulieu-Montal », qui se sépare ensuite du PCI pour constituer le groupe indépendant Socialisme ou barbarie, proche plutôt du communisme de conseils. Une revue du même nom est créée, dont le premier numéro paraît en mars 1949.
En novembre 1956, à la suite des événements de Hongrie, il participe avec quelques membres de Socialisme ou barbarie (dont Claude Lefort) à un Cercle international des intellectuels révolutionnaires, où se retrouvent entre autres Georges Bataille, André Breton, Michel Leiris, Edgar Morin et Maurice Nadeau.
En 1958, le groupe Socialisme ou barbarie connaît une scission autour de la question de la constitution d'une organisation révolutionnaire. Claude Lefort et Henri Simon quittent le groupe pour créer ILO, qui devient Informations et correspondances ouvrières (ICO),. Castoriadis fait partie de ceux qui maintiennent Socialisme ou barbarie. Une nouvelle scission a lieu en 1963,.
Le 13 mars 1964, Castoriadis tient une conférence sur le thème « Marxisme et théorie révolutionnaire », et le 15 mai sur la question : « Qu'est-ce qu'être révolutionnaire aujourd'hui ? ».
À partir de 1964, il devient membre de l'École freudienne de Paris (EFP), fondée par Jacques Lacan, auquel il s'opposera dès 1967.
En 1967, le groupe Socialisme ou barbarie se saborde officiellement et publie un texte d'auto-dissolution.

### La psychanalyse

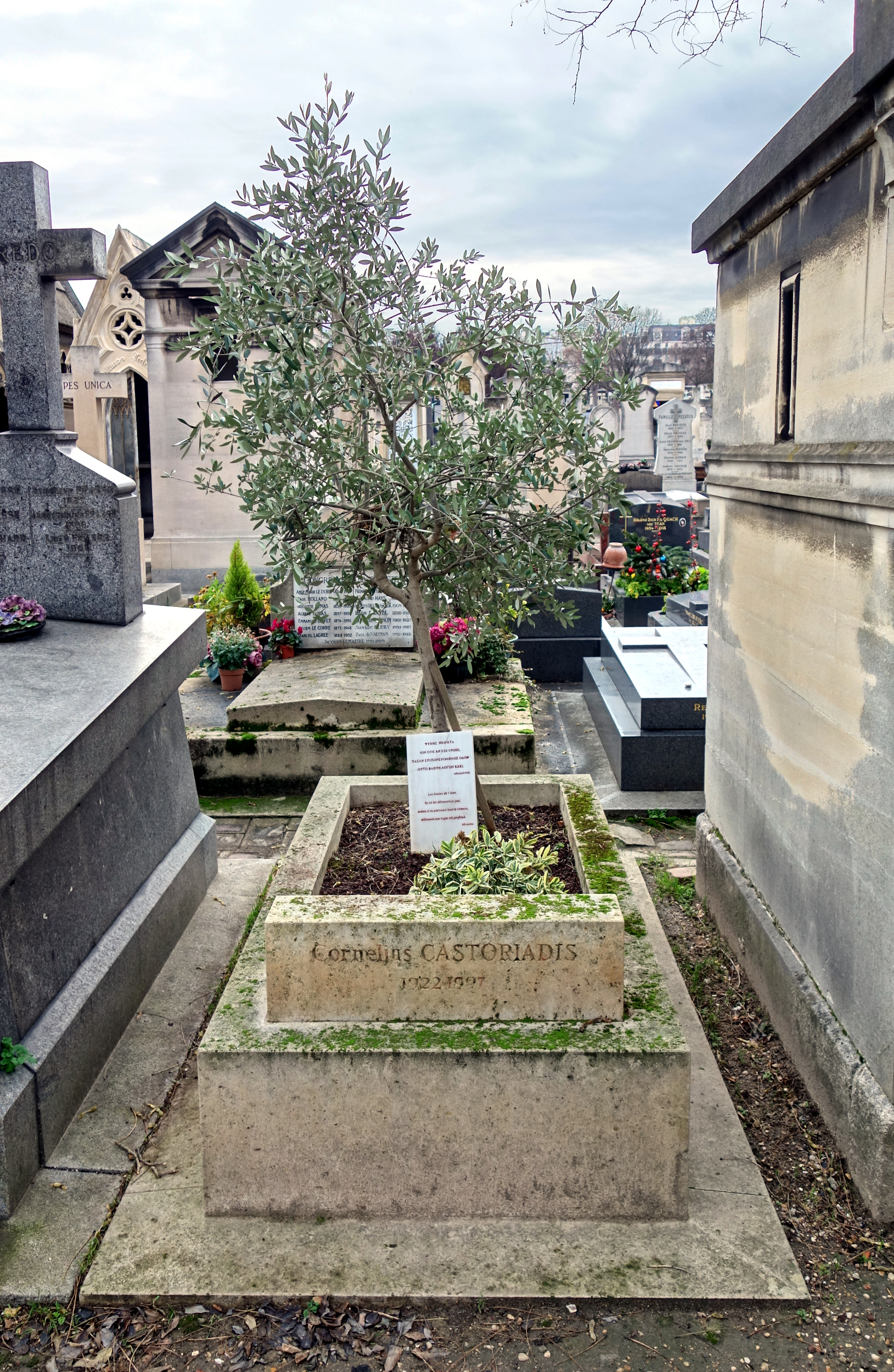
Tombe au cimetière du Montparnasse.

En 1968, Castoriadis se marie avec Piera Aulagnier.
En 1969, il quitte l'École freudienne de Paris. Il participe à la formation du Quatrième groupe, organisation psychanalytique de langue française. Il commence une deuxième analyse didactique avec Jean-Paul Valabrega. Il exerce comme analyste à partir de 1973.

### La philosophie
Castoriadis s'intéresse également à la recherche philosophique. À la fin des années 1970, à partir du livre de François Roustang Un destin si funeste, il écrit dans la revue Topique un long article contre la pensée structuraliste, visant aussi bien Michel Foucault que Roland Barthes, Louis Althusser, Gilles Deleuze et Félix Guattari.
En 1980, il est nommé directeur d'études à l'École des hautes études en sciences sociales (EHESS),. Il participe alors au séminaire de François Furet, qui constitua la base de la création du Centre Raymond Aron. Il y croise notamment Claude Lefort, Pierre Manent, Pierre Rosanvallon, Marcel Gauchet ou encore Vincent Descombes.
Il meurt le 26 décembre 1997. Il est inhumé au cimetière du Montparnasse (6e division).

## Ontologie
Selon Castoriadis, le monde (l'Être, ou « l'Être/étant total ») doit être pensé comme « stratifié » : il n'existerait pas un unique mode d'être commun à l'ensemble des étants, mais plusieurs, imbriqués les uns dans les autres. De plus, il affirme que le réel (le monde) est irréductible à un ordre causal intégralement et définitivement déterminé. En d'autres termes, il développe une ontologie qui s'oppose aux théories strictement déterministes, ce qui est par ailleurs très rare en sciences sociales, et pense l'Être comme non-univoque.

### Chaos et cosmos, création et déterminisme
S'inspirant de penseurs de l'Antiquité grecque (Hésiode, Anaximandre, etc.), Cornelius Castoriadis conçoit le monde (l'Être, la totalité de ce qui est) non pas uniquement comme un cosmos – c'est-à-dire un monde entièrement ordonné, « déterminé de part en part » –, mais aussi comme chaos, estimant ainsi qu'il existe une dimension chaotique de l'Être, inéliminable, qui nous empêche de parvenir à le saisir comme un ordre cosmologique strictement logicisable ou mathématisable. Ce chaos, qu'il désigne la plupart du temps par l'expression « Chaos/Abîme/Sans-Fond », n'est pas une dimension distincte du cosmos, mais plutôt « l'Envers » de toutes choses, « l'Envers de tout Endroit », et correspond « littéralement à la temporalité », qu'il faut ici comprendre comme rapportée à l'altération et à la « création/destruction » des êtres (de manière analogue, quoique non-assimilable, à la « durée » de Bergson). Ainsi, il définit ce Chaos/Abîme/Sans-Fond comme « ce qui est derrière ou en dessous de tout existant concret, et c’est en même temps la puissance créatrice – vis formandi dirait-on en latin – qui fait surgir des formes, des êtres organisés. ».
S'il y a pour Castoriadis une dimension chaotique de l'Être, c'est en tant que celui-ci n'est pas achevé, mais participe d'une dynamique dans et par laquelle il y a création (et destruction). En liant ces deux notions, il confère à la notion de création un sens radical : est création ce qui est radicalement nouveau, c'est-à-dire qui n'est pas dérivable de ce dont il procède, qui n'est pas exhaustivement déterminé par ce qui le précède. Ce concept de création marque ainsi l'opposition franche de Castoriadis aux théories déterministes ou mécanistes.
Pour autant, avec les notions de chaos et de création, Castoriadis n'entend pas nier purement et simplement tout déterminisme, comme s'il n'y avait aucune loi ni détermination dans l'agencement du monde. « La création, explique-t-il, veut dire précisément la position de nouvelles déterminations – l'émergence de nouvelles formes et donc ipso facto l'émergence de nouvelles lois ». Ou encore : « La non-détermination de ce qui est n’est pas simple « indétermination » au sens privatif et finalement trivial. Elle est création, à savoir émergence de déterminations autres, de nouvelles lois, de nouveaux domaines de légalité… ». Et cette précision : « aucun état de l’être n’est tel qu’il rende impossible l’émergence d’autres déterminations que celles déjà existantes. »

### Ontologies unitaires, organisation «ensidique» et «magmatique»
Castoriadis s'oppose à ce qu'il nomme les « ontologies unitaires », conceptions unificatrices de l'Être qui impliquent de refuser l'idée de création ou d'altération véritable. Contre ces ontologies, qui conçoivent le monde comme un ensemble de déterminations absolument cohérentes et fixes, ou déterminé par un principe unique et immuable (par exemple la causalité physique, ou dans un autre registre, la volonté divine), Castoriadis propose la notion de « magma » pour décrire le type d'organisation qui correspondrait à l'Être et à la multiplicité des types d'être qui le composent. Un magma est défini comme « ce dont on peut extraire (ou : dans quoi on peut construire) des organisations ensemblistes en nombre indéfini, mais qui ne peut jamais être reconstitué (idéalement) par composition ensembliste (finie ou infinie) de ces organisations. »; autrement dit comme ce dont on peut extraire une infinité d'organisations ensidiques, mais que l'on ne peut réduire à ces organisations. L'ensidique, contraction d'« ensembliste-identitaire », est une notion élaborée par Castoriadis pour désigner ce qui répond à une appréhension logique, causale, dont l'exemple paradigmatique sont les mathématiques.

### Types d'étants et modes d'être multiples
Castoriadis distingue différents types d'être, chacun ayant un mode d'être particulier :
- L'être-premier, qui correspond au Chaos, à l'abîme, ou, comme le dit Nicolas Poirier, au flux incessant.
- Le vivant, qui fait partie des types d'être qui existent sous le mode du « pour soi »[40], Castoriadis entend par là (contrairement à d'autres philosophes classiques qui ont employé avant lui ce concept dans un tout autre sens) que les êtres vivants forment leur propre monde et le constituent comme sensé, notamment à partir de leurs capacités sensorielles, et plus globalement grâce à une faculté imaginative, dont la manière d'appréhender le monde répond au réquisit de la survie et de la reproduction (en ce sens, Castoriadis parle d'auto-finalité et d'auto-constitution pour le règne du vivant). De même que pour tout être « pour soi », Castoriadis parle au sujet des êtres vivants d'autocréation, ce qui renvoie notamment à trois éléments qui les caractérisent et à partir desquels ils peuvent exister : 1) la distinction soi/monde ; 2) la capacité à détecter, au sein de l'environnement au sens large, ce qui vaut pour eux négativement ou positivement en vue de sa finalité (c'est dans cette mesure que Castoriadis affirme que le vivant crée son monde) ; 3) enfin, associé au point précédent, des "règles" de comportement, en d’autres termes des déterminations instinctives, grâce auxquelles ils peuvent survivre dans leur environnement (dont au minimum les phénomènes de répulsion/attraction, absorption/rejet, suffisant par exemple pour ce qui concerne un organisme unicellulaire)[41].
- L'être psychique, ou la psyché, propre à l'humain. Elle se rapporte au concept d'imagination radicale, qui spécifie l'être humain par rapport aux autres vivants. Elle est dite radicale principalement en ce qu'elle est défonctionnalisée, c'est-à-dire qu'à la différence des autres animaux, l'imagination humaine n'est pas déterminée une fois pour toutes, mais possède au contraire la capacité de créer des significations et des représentations qui ne servent pas directement ou strictement à la survie, et ne sont pas rapportées à des instincts. En d'autres termes, le mode d'être du psychique est pour Castoriadis irréductible à des déterminations biologiques (ou physico-chimiques), et correspond ainsi à un type d'être qui excède manifestement la logique ensembliste-identitaire (« ensidique »).
- Le social-historique est chez Castoriadis un type d'être à part entière, non réductible à la somme des individus qui le composent, et qui déploie une forme d'imagination qui lui est propre, « l'imaginaire radical instituant » (par lequel est créé l'imaginaire social institué). Celle-ci émerge au travers de ce qu'il désigne comme le « collectif anonyme ». Ainsi le social-historique, en tant que participant d'une activité créatrice, échappe lui aussi à un strict déterminisme. De là, Castoriadis récuse les théories fonctionnalistes concernant les formes de sociétés, leurs institutions, croyances et représentations.
- Le sujet autonome, qui renvoie aux individus en tant que « pour-soi » réflexif, par opposition aux individus hétéronomes.

Ces différents modes d'être (décrits plus en détail dans les sections ci-dessous) ne sont pas nécessairement exclusifs les uns des autres, puisque l'être humain participe des quatre premiers, et éventuellement du dernier, qui toutefois ne peut concerner que lui. Leur possible intrication renvoie par ailleurs à ce que Castoriadis appelle l'« organisation magmatique ». Enfin, si ces modes d'être sont irréductibles à un ordre strictement déterministe, cela ne signifie pas, encore une fois, qu'ils échappent à toute détermination. Mais les déterminations qui les régissent d'une part procèdent d'une auto-création, d'autre part sont plus ou moins transitoires. En effet, le vivant, la psyché, le social-historique et plus encore le sujet autonome existent de telle façon qu'ils font surgir de nouvelles déterminations. Le surgissement de ces types d'être au sein de la réalité correspond lui-même à la création de nouvelles déterminations, de nouvelles lois, justement en tant qu'ils procèdent de nouveaux modes d'être, dont ni le fonctionnement, ni l'apparition ne peuvent être expliqués, selon Castoriadis, en s'en tenant strictement aux lois de la physique.

### Articulation synchronique/diachronique
Un aspect primordial bien que difficile à exprimer clairement, au moyen des métaphores auxquelles nous devons recourir, est la relation au temps qu'entretiennent les phénomènes socio-historiques. Au fil de ses ouvrages, Castoriadis y a consacré de longs paragraphes; il remarque notamment deux manières de parler des institutions socio-historiques. Une institution revient souvent à titre d’exemple, le langage ; on peut étudier le langage soit sous la forme d’une coupe instantanée à un moment donné, soit sous l’angle de son évolution au fil du temps :
- approche synchronique : on étudie une « coupe instantanée » de diverses institutions voisines au même moment. Par exemple, je peux envisager d'étudier les lois, le système scolaire et les banlieues en France en septembre 2005. C'est déjà une vaste tâche qui me mènerait certainement à élargir mon instantané à d'autres institutions voisines, l'apprentissage, l'entreprise, la prison, l'hôpital, les médias ; et je serai peut-être poussé à comparer les mêmes institutions à la même date dans les pays voisins: Allemagne, Angleterre, Italie… En fait, Castoriadis a tendance à penser ceci : quand on tire un fil de l'écheveau, tous les autres fils finissent par se manifester car tout se tient déjà dans le résultat instantané d'une construction sociale-historique.
- approche diachronique : ici on étudie une seule institution, mais dans son déroulement au cours du temps. Par exemple je peux envisager l'étude des transports en commun en France de 1805 à 2005. Je rencontrerai probablement la nécessité de déborder de mon sujet et il serait étonnant que je n'aborde pas les transports en banlieue.

Les deux approches se recouvrent l'une l'autre : en effet, note Castoriadis, en matière sociale-historique tout interagit avec tout et réciproquement, la simplification synchronique multi-sujets ainsi que la simplification diachronique mono-sujet, pour utiles qu'elles soient en première approche, ne sont pas tenables très longtemps. Les fils de mon écheveau s'entremêlent dans le temps et dans les institutions. Et le temps a justement un relief privilégié chez Castoriadis. Non seulement les institutions se construisent dans le temps (entre autres facteurs), mais encore ce serait un non-sens de parler d'institutions sociales-« historiques hors-temps ».[réf. souhaitée]

## Anthropologie

### Le mode d'être spécifique de l’Homme
Selon Castoriadis, l'humain se distingue des autres êtres vivants du fait de son « mode d'être » particulier, caractérisé par ce qu'il nomme « l'imagination radicale », celle-ci se rapportant à la psyché humaine et ses spécificités. Ainsi, c’est l’émergence de la psyché qui crée le saut du vivant animal à l’homme : « Comme la plupart des mammifères, comme en tout cas les singes supérieurs, le pré-homme ne pouvait qu’être doté à la fois d’une quasi-socialité « instinctive » et d’un dispositif mental essentiellement ensidique et non réfléchi, les deux fonctionnels : animal social, animal raisonnable. Là n’est pas son propre – pas plus qu’il ne l’est dans les traits foncièrement animaux de l’imitation et de l’apprentissage. Son propre, c’est la destruction que subissent ces deux dispositifs fonctionnels moyennant l’émergence de la psyché au sens strict. » Autrement dit, l'humain se différencie des autres animaux de par ce qu'il appelle la « défonctionnalisation de la psyché humaine », « sa dérégulation instinctuelle », Castoriadis signifiant par là que la manière dont l'humain se comporte et se crée son monde propre (par ses représentations, par exemple) n'est pas déterminée une fois pour toutes par des instincts ou plus généralement par son organisation biologique. C'est en ce sens que Castoriadis parle "d'imagination radicale" pour ce qui concerne l'humain, celle-ci se rapportant à sa faculté de créer du sens de manière ni prédéterminée ni entièrement finalisée.
Cette défonctionnalisation de « l'imagination » humaine, et donc en l'occurrence du fonctionnement de sa psyché, Castoriadis en rapporte différents aspects. Tout d'abord, cette « défonctionnalisation des processus psychiques relativement au substrat biologique de l'être humain », autrement dit le fait que son fonctionnement n'est pas « asservi à une finalité qui concernerait le substrat biologique » se manifeste dans le phénomène du suicide, qui indique clairement qu'elle n'est pas entièrement soumise à un instinct de conservation de soi. Ensuite, cette défonctionnalisation se rapporte à la capacité de l'humain à éprouver du plaisir non pas seulement par la sensation, mais aussi et surtout par le biais de ses représentations. Ainsi, au-delà du strict « plaisir d'organe », la psyché humaine est capable d'investir comme source de plaisir des idées ou plus généralement des « significations imaginaires sociales », et ce à tel point que ce type de plaisir peut prédominer, et prédomine souvent sur le plaisir d'organe. Castoriadis illustre ce phénomène en prenant notamment l'exemple de la foi religieuse, du patriotisme ou encore des convictions politiques, qui renvoient à des représentations et significations sociales (Dieu, la patrie, la liberté, etc.) pour lesquelles la plupart des individus qui les investissent sont capables de se sacrifier en leurs noms, ou, dans le cas de l'ascétisme religieux, de renoncer aux plaisirs sensuels (notons que la croyance religieuse ou le patriotisme se rapportent, selon lui, à l'hétéronomie, contrairement à l'investissement de l'idée de liberté).
Ensuite, il y a pour la psyché humaine une labilité de ses investissements psychiques et de ses pulsions (ce qui n'est pas sans rapport avec le « plaisir représentatif »). Autrement dit, à la différence des autres animaux, dont il estime que les pulsions (attirance/répulsion...) sont définies de manières rigides, l'humain, n'est pas prédéterminé à investir comme source de plaisir telle ou telle chose. De surcroît, les supports de ses plaisirs peuvent évoluer et se transformer au cours de son existence, en plus d'être relatifs aux sociétés dans et par lesquelles sa psyché est formée.
Ces deux derniers aspects de la psyché sont aussi à lier à ce qu'il désigne comme « autonomisation de l'imagination et du flux représentatif/affectif/intentionnel ».
Enfin, Castoriadis fait dépendre le potentiel de réflexivité propre à l'humain de ce caractère non-fonctionnel de la psyché humaine.

### Psyché et individu socialisé
Les propriétés de la psyché humaine qui viennent d’être décrites ont ceci de particulier qu’elles rendraient l’homme inapte à la vie si, parallèlement, il n’avait pas développé et créé un mode d’être nouveau, la société humaine :

« L’animal homo sapiens aurait cessé d’exister, s’il n’avait pas créé en même temps, à travers je ne sais quel processus, probablement une sorte de processus de sélection néo-darwinienne, quelque chose de radicalement nouveau dans tout le domaine naturel et biologique, à savoir la société et les institutions. Et l’institution impose à la psyché la reconnaissance d’une réalité commune à tous, régulée, n’obéissant pas simplement aux désirs de la psyché. »

Cette imposition à la psyché d'un monde de signification commune, que Castoriadis désigne comme processus de socialisation, est considérée comme nécessaire en ce que l'état originel de la psyché est entièrement clos, la psyché étant alors refermée sur elle-même, ne distinguant pas son être-propre du monde extérieur, ni son désir de la réalité. En ce sens, la psyché humaine est tout d'abord une « monade psychique originaire », vivant dans le « phantasme primordial » selon lequel Je=Tout/monde=Désir. Pour décrire cet état, Castoriadis recourt régulièrement à une citation de Freud, « Je suis le sein », rendant ainsi compte de la croyance du nourrisson d'être indistinct du sein maternel nourricier, qui satisfait son désir (son appétit) dès que celui-ci se manifeste.
La socialisation de la psyché correspond ainsi à la rupture de cet état monadique de la psyché, et est donc entamée par le fait que l'accès au sein maternel n'est pas aussi immédiat et automatique que ce que le désire le nourrisson, que celui-ci se dérobe et n'obéit donc pas strictement à sa volonté, l'obligeant alors à prendre progressivement conscience de l'altérité de sa mère (ou nourrice), et par suite, de l'altérité et de l'extériorité du monde en général. En même temps qu’elle découvre le monde, la psyché perd donc ce qui pour elle faisait originairement sens : la plénitude de l’être se suffisant à lui-même.
Le souvenir de l’état bienheureux de monade n’est pas à proprement parler refoulé, il devient seulement incompréhensible, inexplicable et inexprimable à mesure que la psyché devient sujet social adapté au monde réel :

« Une fois que la psyché a subi la rupture de son "état" monadique, que lui imposent l'"objet", l'autre et le corps propre, elle est à jamais excentrée par rapport à elle-même, orientée par ce qu'elle n'est plus, qui n'est plus et qui ne peut plus être. La psyché est son propre objet perdu... Cette perte de soi, cette scission par rapport à soi, est le premier travail imposé à la psyché du fait de son inclusion dans le monde. » »

La psyché conservera néanmoins au fond d’elle-même un « désir d’état », cette « pulsion monadique » qui réclame une cohésion parfaite entre les désirs de la psyché d'une part, et la réalité, l'ordonnancement du monde d'autre part. En effet, dans les activités sublimées et donc socialement valorisées, le « désir d’état » remontant au « phantasme originaire » reste une motivation puissante et trouve encore à s’exprimer. L’homme religieux, l’artiste, le philosophe, le scientifique, chacun selon sa démarche propre, cherchent généralement, selon Castoriadis, à refonder le sentiment d’unité profonde de l’être.
Le processus de socialisation, soit la formation de la psyché en un individu, se poursuit via la substitution des significations privées de l'infans par des significations sociales, communes. Cette substitution s'opère par l'intermédiaire de l'entourage de l'enfant (et donc premièrement par ses parents, eux-mêmes individus sociaux), et tout particulièrement par l'apprentissage du langage, porteur des significations imaginaires sociales (des représentations et des valeurs de la société où est née l'enfant). Ainsi, l’individu est au nœud d'une intrication ontologique du psychique et du social :

« L’individu n’est, pour l’essentiel, rien d’autre que la société. L’opposition individu/société, prise rigoureusement, est une fallace totale. L’opposition, la polarité irréductible et incassable, est celle de la psyché et de la société. Or la psyché n’est pas l’individu ; la psyché devient individu uniquement dans la mesure où elle subit un processus de socialisation – sans lequel d’ailleurs ni elle ni le corps qu’elle anime ne sauraient survivre un instant. »

Ce processus de socialisation renvoie par ailleurs à la capacité de la psyché à la sublimation, qui pour Castoriadis n'est que la dimension psychique de la socialisation. Il reprend donc cette notion de sublimation développée initialement par Freud, tout en la transformant de manière assez importante, pour justement la rattacher à la dynamique de l'individuation : « La sublimation, c’est le fait qu’on renonce au simple plaisir d’organe, qu’on renonce même au plaisir de la simple représentation privée, pour investir des objets qui n’ont d’existence et de valeur que sociales. » Il souligne par ailleurs que la sublimation est possible du fait des caractères propres de la psyché humaine décrits ci-dessus.

### L’auto-institution imaginaire de la société
La société humaine constitue ontologiquement un « niveau d’être » sans équivalent. Elle n’existe que par les individus qui la composent, mais elle est autre chose que la simple juxtaposition de ces individus, ne serait-ce qu'en ce que c'est la société qui forme les individus en tant que tels (voir section précédente).
Tout d'abord, selon Castoriadis, les sociétés sont nécessairement historiques, ce qui signifie qu'elles s'inscrivent dans une dynamique d'auto-altération, aussi bien de leurs significations imaginaires sociales (celles-ci qui confèrent un sens à la réalité, à la société elle-même ou encore à l'existence individuelle) que des institutions qui les incarnent (qui en sont les porteuses) - et ce, quand bien même ces transformations sont minimes et/ou niées par les sociétés en question, comme c'est le cas des sociétés traditionnelles ou dites primitives. C'est en ce sens que Castoriadis parle de social-historique.
Il s'agit d'un type d'être pour-soi, en ce que les sociétés résultent d'un processus d'auto-création, et donc, en l'occurrence, d'auto-institution. Par là, Castoriadis affirme que ni les institutions sociales ni les significations sociales ne renvoient à un fonctionnalisme strict : « elles ne sont ni productibles causalement ni déductibles rationnellement », et au contraire, elles correspondent à "des créations libres et immotivées du collectif anonyme concerné." En d'autres termes, Castoriadis s'oppose clairement aux conceptions déterministes de l'histoire (c'est l'un des points de discorde avec la théorie marxiste ou hégélienne, ou encore avec l'anthropologie structurale).
Le social-historique, en tant qu'auto-création, est ainsi rattaché à la notion d'imaginaire radical que Castoriadis développa à partir de 1964, et plus précisément, à une forme particulière de celui-ci : l'imaginaire social, « qui crée le langage, qui crée les institutions, qui crée la forme même de l'institution - laquelle n'a pas de sens dans la perspective de la psyché singulière », et que « nous ne pouvons penser que comme la capacité créatrice du collectif anonyme qui se réalise chaque fois que des humains sont assemblés, et se donne à chaque fois une figure singulière, instituée, pour exister ». Cet imaginaire est pensé sous deux aspects: l'imaginaire social instituant d'une part, qui correspond à l'activité et œuvre créatrice en elle-même, et d'autre part l'imaginaire social institué, qui désigne le résultat de cette activité créatrice, soit les institutions et significations sociales (normes, langage, lois, représentations, et encore, parmi ce qu'il entend par institutions, « [les] outils, [les] procédures et méthodes de faire face aux choses et de faire des choses, et, bien entendu, l'individu lui-même »...). De ce fait, Castoriadis définit aussi le social-historique comme « l'union et la tension de la société instituante et de la société instituée, de l'histoire faite et de l'histoire se faisant ».
L'une des conséquences majeures de cette conception du social-historique, comme imaginaire social institué résultant de la création opérée par l'imaginaire social instituant, est qu'il n'existe aucune garantie, aucun fondement extra-social (transcendant/sacré ou rationnel/fonctionnel) des sociétés instituées, de leurs mœurs et valeurs, etc. Ce qui revient de nouveau à affirmer l'irréductibilité du social-historique à tout déterminisme intégral, qu'il soit mécaniste ou téléologique (ce qui pour autant ne signifie pas que cette création se déroule indépendamment de toute contraintes, puisqu'une société ne peut subsister que dans la mesure où elle satisfait les conditions de survie de ses membres). Les formes que prennent chaque société n'ont donc pas d'autre origine qu'elles-mêmes, soit, pour le dire encore autrement, « il n'y a définitivement pas de phusis du nomos » - Castoriadis désignant par nomos « ce qui est particulier à chaque société ou à chaque ethnie [...], son institution/convention, ce qui s'oppose à l'ordre "naturel" (et immuable) des choses », ce dernier correspondant justement à la phusis. Il précise néanmoins que l'on peut dans une certaine mesure parler d'une "norme consubstantielle à la phusis de l'homme" si justement on entend par là que l'homme et la société, en tant qu'ils ne sont prédéterminés par aucun contenu normatif, sont contraints de poser/créer pour eux-mêmes leurs propres normes (nomos), leurs propres eidos (forme, essence). Par là il faut entendre, selon Nicolas Poirier, aussi bien des mots que des types génériques (idées, notions, concepts)– soit l’ensemble des significations au travers desquelles le monde « prend forme » pour l’homme.

## Aliénation et hétéronomie
L’hétéronomie est une notion centrale de la pensée castoriadienne avec laquelle il entreprend de repenser l’aliénation individuelle et collective. En effet, Castoriadis se posera le problème consistant à « donner un sens non métaphysique à l’aliénation » non seulement dans son maitre-ouvrage, L’institution imaginaire de la société, mais encore tout au long de sa vie et des différents tomes des Carrefours du labyrinthe. Ainsi, il cherchera à reconceptualiser l’aliénation comme hétéronomie, dont le sens se rapporte à l’étymologie, désignant le fait de ne pas être (plus précisément le fait de croire que l'on n'est pas) à l’origine de ses propres lois et normes, de son « nomos » ; mais cette analyse vise, tout autant voire plus qu’à la critique des sociétés aliénées, à réfléchir et à élaborer le concept et le projet d’autonomie individuelle et collective, qui est l’un des fils directeurs constant de la philosophie de Castoriadis.
Il développe donc une analyse croisée de deux versants de l’hétéronomie, celle concernant l’individu, et celle concernant la société, et s’attache au-delà de leur distinction, à montrer leur inter-dépendance et leur intrication conceptuelle.

### Hétéronomie sociale
Une société est considérée par Castoriadis comme hétéronome lorsqu'elle est instituée de telle façon que ses normes sociales, ses lois ou encore ses représentations du monde, au lieu d'être lucidement considérées comme des créations de la société elle-même (de « l'imaginaire collectif instituant »), sont au contraire attribuées à une source « extra-sociale », la plupart du temps transcendante. Ainsi, les sociétés hétéronomes sont celles qui se représentent leurs institutions et leurs valeurs comme indubitablement vraies et justes, estimant qu'elles possèdent un fondement absolu, celui-ci pouvant être Dieu ou les dieux, les Ancêtres, la Nature Humaine, ou encore, dans un registre plus contemporain, les « lois » de l'histoire ou de l'économie. En cela, l'hétéronomie sociale renvoie à ce que Castoriadis appelle la « clôture de l'imaginaire institué » (ou encore « clôture des significations imaginaires sociales ») : l'imaginaire d'une société est clos lorsque toutes les questions qui peuvent y être posées trouvent une réponse dans l'ensemble des significations imaginaires sociales instituées, autrement dit, lorsqu'il ne reste aucune question en suspens, lorsque la manière dont il faut penser et agir est socialement imposée, lorsque les définitions du Bien, du Vrai, du Juste, ou encore du Beau ou du Normal sont déterminées une fois pour toutes.

#### Occultation duChaos/Abîme/Sans-Fond
Cette institution hétéronome de la société (et donc cette clôture de l'imaginaire), dont Castoriadis considère qu'elle concerne l'immense majorité des sociétés ayant existé, correspond aussi à une occultation de ce qu'il appelle « l'Abîme/Sans-Fond/Chaos » sous-jacent à l’Être en général, et au mode-d'être de la société (du « social-historique ») en particulier. Autrement dit, cette occultation concerne l'activité créatrice qui caractérise une société, la « méconnaissance par la société de son propre être comme création et créativité ». En effet, si pour Castoriadis, toute société renvoie à un processus « d'auto-création » ou « d'auto-institution » par lequel elle s'auto-définit, confère une signification au monde, à l'existence, et finalement à tout phénomène auquel elle est confrontée, via la création d'institutions et de significations sociales – lois, valeurs, symboles, rites, mœurs, mythes –, les sociétés hétéronomes sont justement celles qui recouvrent l'abîme/sans-fond qu'elles représentent elles-mêmes en tant qu'auto-créatrices, qui ignorent cette créativité afin de pouvoir garantir leurs représentations du monde et leurs organisations sociales comme inquestionnables.
Une société véritablement hétéronome est donc aussi une société qui vise et qui tend à se reproduire à l'identique, soit, en d'autres termes, une société où « l'imaginaire institué » recouvre et étouffe « l'imaginaire instituant », où les institutions fonctionnent de telle façon à ce que soit rendue presque impossible toute transformation de la société.

#### Autonomisation des institutions
En conférant un caractère sacré ou simplement indiscutable à certaines significations imaginaires sociales, une société hétéronome crée du même coup des institutions sociales, qui, en représentant et en incarnant ces significations, sont elles aussi posées comme sacrées et/ou incontestables. Ces institutions, dont la valeur et les raisons d'être sont données et garanties par des significations considérées comme absolument vraies, institutions qui en retour garantissent de manière pratique l'adhésion de chacun à ces significations, en sanctionnant l'hérésie par exemple, sont des institutions qui, pour Castoriadis, se sont autonomisées. Autrement dit, bien que créées par les sociétés humaines, elles ont été créées de telle façon à ce qu'elles ne soient pas transformées au cours du temps : en cela, elles participent de l'hétéronomie sociale en tant qu'elles sont séparées de l'activité instituante, et plus encore, en ce qu'elles limitent au maximum cette activité instituante, devenant en ce sens autonomes vis-à-vis des individus qui sont sous son pouvoir.
Ces institutions sont certes les institutions religieuses, mais aussi les institutions politiques, lorsque celles-ci s'imposent à la population et que le pouvoir est concentré au sommet d'une hiérarchie sociale. Mais il faut aussi entendre le terme d'institution sociale dans un sens bien plus large, comme s'appliquant à des pratiques sociales instituées, comme le mariage, la manière d'éduquer les enfants, etc.

#### Hétéronomie des sociétés contemporaines
Si les sociétés religieuses représentent pour Castoriadis l'archétype des sociétés hétéronomes, en ce que par la sacralisation de leurs « significations imaginaires sociales » elles interdisent toute remise en question les concernant, l'hétéronomie sociale concerne aussi, bien que dans une moindre mesure, les sociétés capitalistes. La clôture de l’imaginaire capitaliste réside selon lui principalement dans l’objectif « d’expansion illimitée de la maîtrise rationnelle », maîtrise qui vise la totalité de la société, et qui se traduit notamment par la prédominance de la logique économique. Il affirme ainsi que « le trait caractéristique du capitalisme entre toutes les formes de vie social-historiques est évidemment la position de l’économie – de la production et de la consommation, mais aussi, beaucoup plus, des critères économiques – en lieu central et valeur suprême de la vie sociale », « toutes les activités humaines et tous leurs effets arrivent, peu ou prou, à être considérés comme des activités et des produits économiques, ou pour le moins, comme essentiellement caractérisés et valorisés par leur dimension économique. »
Il faut par ailleurs noter que Castoriadis considéra les régimes communistes de l'Est non pas par opposition aux sociétés capitalistes de l'Ouest, mais tels une variante de celles-ci, qu'il désignera notamment comme « capitalisme d'État ». Les significations sociales que Castoriadis considère comme le noyau central de l'imaginaire capitaliste, que ce soit le prisme économique à travers lequel la société et l'histoire sont envisagées, l'idéal productiviste ou encore celui du progrès technique (et technologique), seraient ainsi communes aux régimes de l'Est et de l'Ouest : tous deux ayant alors pour valeur et visée principale « l'expansion de la maîtrise rationnelle » – occultant ainsi que l'organisation et les objectifs que se donne une société sont des problèmes d'ordre politique, ce qui pour Castoriadis signifie qu'ils ne peuvent être résolus rationnellement ou scientifiquement.
Il dénonça ainsi l'URSS, notamment au sein de la revue Socialisme ou barbarie, comme un régime n'ayant en rien aboli l'exploitation des ouvriers, et ayant au contraire établi un système bureaucratique très hiérarchisé qui retirait de fait tout pouvoir aux travailleurs.
Ceci nous conduit à considérer un autre aspect de l’hétéronomie ou aliénation sociale contemporaine, néanmoins solidaire du précédent, consistant à faire de la politique une affaire d’experts. Pour Castoriadis, en tant que la société est auto-institution, il ne saurait y avoir une forme de société Juste, Bonne, ou Rationnelle dans l'absolu, ni par conséquent d'experts pouvant prétendre savoir ce qu'est en vérité une politique juste ou rationnelle. La politique, affirme Castoriadis en se référant alors à l'Antiquité grecque, est « une affaire de doxa », c'est-à-dire d'opinions, qui certes peuvent et doivent être défendues en ayant recours à des arguments et raisonnements, mais qui, en revanche, ne sauraient être fondées rationnellement. Ainsi, la domination de la société par des experts (politiciens professionnels et économistes) tournerait « en dérision l'idée même de démocratie : le pouvoir politique se justifie par « l'expertise » qu'il serait seul à posséder – et le peuple, par définition inexpert, est périodiquement appelé à donner son avis sur ces « experts. »
Plus largement encore, toute division de la société en classes ou groupes sociaux selon un clivage dirigeants/dirigés, ou décideurs/exécutants, correspond pour Castoriadis à une organisation hétéronome de la société. En effet, une structuration hiérarchique de la société ne représenterait que la face institutionnelle de l'hétéronomie qui se manifeste comme clôture de l'imaginaire : c'est parce qu'il y a croyance en l'existence d'une vérité concernant la politique (c'est-à-dire en l'existence de réponses déterminées et certaines aux questions « qu'est qu'une loi ou une institution juste ? », et plus globalement « qu'est-ce que la justice ? »), que certains individus peuvent prétendre que leur opinion n'est pas une simple opinion que l'on pourrait discuter et éventuellement contredire, mais correspond à cette vérité (sacrée ou rationnelle), qui rend légitime le fait qu'ils exercent le pouvoir, décident pour l'ensemble de la communauté de ses lois et de ses objectifs, etc.
De ce fait, Castoriadis est très critique envers le régime représentatif, dit « démocratie représentative », et considère que les sociétés que l'on qualifie ainsi sont en fait des « oligarchies libérales ». De la même manière, il est très critique envers la forme étatique du pouvoir, qu'il dénonce et rapporte à l'hétéronomie sociale en tant qu'il considère l’État tel un « appareil bureaucratique hiérarchiquement organisé, séparé de la société et la dominant. »

### L’individu hétéronome
À l'hétéronomie sociale correspondent logiquement des individus hétéronomes, c'est-à-dire des individus dont l'imagination est elle-même limitée par la clôture de l'imaginaire institué et qui se contentent donc d'une adhésion aux significations sociales, sans être véritablement capables d'exercer un esprit critique sur leurs institutions, normes, lois, etc. Ainsi, Castoriadis définit l'individu aliéné comme celui qui « est dominé par un imaginaire vécu comme plus réel que le réel, quoique non su comme tel, précisément parce que non su comme tel. », ajoutant que « l’essentiel de l’hétéronomie – ou de l’aliénation, au sens général du terme – au niveau individuel, c’est la domination par un imaginaire autonomisé qui s’est arrogé la fonction de définir pour le sujet et la réalité et son désir. ». L'individu hétéronome se caractérise ainsi par la « rigidité » de ses investissements psychiques, définis une fois pour toutes par la société, lors du processus « de socialisation de la psyché ». Processus qui se déroule donc, dans le cadre d'une société hétéronome, de manière que les individus inhibent aussi bien la créativité de leur « imagination radicale » que leur potentiel de réflexivité et de délibération, pour au contraire être conformes aux institutions et aptes à les reproduire.
Par conséquent, les « véritables » religieux, par exemple un vrai chrétien, un vrai juif ou un vrai musulman, « vrai » en ce sens qu'ils considéreraient leurs textes sacrés comme véritablement et absolument sacrés, parole divine incontestable devant dicter sans discussion (ni réflexion) la façon dont il nous faut penser et agir, de tels individus religieux sont, pour Castoriadis, hétéronomes. Ils recouvriraient le « Chaos/Abîme/Sans-Fond » par la croyance en une vérité sacrée et révélée qui clôt l'interrogation sur le Vrai et le Juste en fournissant une réponse définitive, à laquelle nous devons nous résoudre sous peine de déplaire à Dieu. Religion et hétéronomie sont donc clairement associées par Castoriadis.
Pour ce qui concerne l’individu contemporain, Castoriadis diagnostique l’émergence d’un « nouveau type anthropologique d’individus, […] défini par l’avidité, la frustration, le conformisme généralisé », ajoutant que « cela est matérialisé dans des structures lourdes : la course folle et potentiellement létale d’une techno-science autonomisée, l’onanisme consommationniste, télévisuel et publicitaire, l’atomisation de la société, la rapide obsolescence technique et « morale » de tous les « produits », des « richesses » qui, croissant sans cesse, fondent entre les doigts. » L'individu que génèrent les sociétés capitalistes modernes est donc largement considéré par Castoriadis comme hétéronome. De manière générale, il tendrait à être « perpétuellement distrait, zappant d’une « jouissance » à l’autre, sans mémoire et sans projet, prêt à répondre à toute sollicitation d’une machine économique qui de plus en plus détruit la biosphère de la planète pour produire des illusions appelées marchandises. » Il résume régulièrement ces différents aspects sous le concept de « privatisation des individus », désignant par là le repli de ceux-ci sur la sphère privée, se désinvestissant massivement des sphères publiques où s’élaborent les liens et projets sociaux.
Dans ce cas, l'individu est considéré comme hétéronome non plus en tant qu'il clôt son imaginaire et sa réflexion par le recours à une croyance qui sacralise certaines significations sociales, mais en tant qu'il est soumis à des organisations sociales (institutions politiques, entreprises) sur lesquelles il ne détient quasiment aucun pouvoir, et qu'il adhère sans réflexion à l'imaginaire social capitaliste, aux valeurs et aux motivations qu'il promulgue, c'est-à-dire qu'il participe, résigné ou enthousiaste, à la compétition au sein de la « hiérarchie des pouvoirs et des revenus ».

## Autonomie
Le projet d'autonomie (opposé à l'hétéronomie actuelle) tient une place centrale dans la philosophie castoriadienne, au point que l'on puisse le considérer comme l'un des axes à partir duquel une grande part des réflexions de Castoriadis s'articulent. Il se présente comme un projet de dépassement ou d'abolition de l'hétéronomie sociale et individuelle qui aurait dominé au cours de l'histoire. Loin de se présenter comme à l'origine de celui-ci, Castoriadis estime que ce projet trouve son origine dans la Grèce antique, et plus précisément dans la démocratie athénienne, pour être ensuite repris et prolongé par le mouvement des Lumières, puis par le mouvement ouvrier du XIXe et du XXe siècle. Il est celui de l'institution d'une société autonome qui réaliserait la liberté (l'autonomie) tant au niveau individuel que collectif. En cela, il correspond pour Castoriadis à l'institution d'une démocratie radicale, c'est-à-dire à la fois d'une démocratie directe sur le plan politique, et d'une autogestion de la production sur le plan économique. Bref, son projet vise à réactiver et à redéfinir le socialisme. L'idée d'une société autonome, qu'il cherche à élucider, et dont il a souhaité montrer qu'elle n'avait, en droit, rien d'irréalisable, s'articule avec ses conceptions concernant le mode d'être de l'humain et du social-historique, et, de manière plus générale, avec ses conceptions ontologiques.

### De l'hétéronomie à l'autonomie
Par opposition à une société hétéronome et à son « imaginaire », pour lesquelles les significations et institutions sociales sont posées comme indiscutables, une société autonome correspond pour Castoriadis à une société qui entame une dynamique « d'interrogation illimitée » sur ce que sont la justice et la vérité, à partir de la prise de conscience que toutes deux (justice et vérité) renvoient à des questions non susceptibles d'être résolues de manière définitive. En d'autres termes, une société ne peut devenir autonome que si elle (ses membres) entretient un rapport lucide à ses significations imaginaires sociales et à ses institutions, et donc, selon Castoriadis, si elle se reconnait elle-même comme à l'origine de celles-ci, plutôt que d'instituer la croyance selon laquelle elles proviendraient d'une source extra-sociale incontestable (divinités, Lois économique ou lois de l'histoire, etc.). C'est en ce sens que Castoriadis parle de la "rupture de la clôture de l'imaginaire institué" (ou "clôture du sens"), celle-ci qui garantissait comme vraies et justes les normes sociales établies. Par là, se comprend aussi l'idée qu'une société autonome est celle qui se confronte lucidement au "Chaos/Abîme/Sans-Fond" qu'elle représente pour elle-même, et que le monde représente en tant qu'il ne nous fournit aucune norme ni aucun critère objectif pour l'institution de la société.
Cette rupture, Castoriadis la rapporte à deux activités qu'il associe sans cependant les confondre : la philosophie, ayant pour objet la question de la vérité, et la politique, concernant la question de la justice. Une société est donc autonome si, sachant qu'elle est à l'origine de sa propre création, elle est capable de s'interroger en permanence sur la validité de ses institutions, de ses lois, de ses normes, et par suite, de les transformer. C'est d'ailleurs la raison pour laquelle Castoriadis emploie le terme d'autonomie, dont il rappelle l'étymologie, "auto-nomos", qui renvoie à l'idée d'une création lucide et réflexive du nomos de la société (lois, normes, etc.). Il affirme en ce sens qu'« être autonome, pour un individu ou une collectivité, ne signifie pas « faire ce que l’on désire », ou ce qui nous plaît dans l’instant, mais se donner ses propres lois. ». En effet, Castoriadis considère que la détermination de normes et de lois est une pratique inhérente à toute société humaine, et estime que l'idée d'une société sans pouvoir est une fiction, qu'il y a toujours du pouvoir au sein d'une société, quand bien même celui-ci serait tellement intériorisé par les individus qu'il ne se manifesterait pas explicitement au travers d'une hiérarchie sociale marquée. Il s'agirait donc non pas de lutter contre toute forme de pouvoir, mais de faire en sorte que ce pouvoir soit partagé par tous.
Par conséquent, toute société est le fruit d'une « auto-création » ou « auto-institution ». Ce qui distingue une société autonome d'une société hétéronome concerne d'une part la lucidité quant à cette auto-création, qui n'est plus alors occultée par l'idée d'un fondement absolu, et d'autre part, la possibilité pour tous de participer effectivement à cette auto-institution.
Il ne s'agit donc pas pour Castoriadis de viser une société que l'on pourrait dire véritablement et absolument juste. Plus précisément, il affirme que :

« Une société juste n’est pas une société qui a adopté, une fois pour toutes, des lois justes. Une société juste est une société où la question de la justice reste constamment ouverte - autrement dit, où il y a toujours possibilité socialement effective d’interrogation sur la loi et sur le fondement de la loi. C’est là une autre manière de dire qu’elle est constamment dans le mouvement de son auto-institution explicite. »

De ce fait il considère, contre Platon, que la politique est une affaire de doxa (d'opinion) et non d'episteme, puisqu'alors il serait envisageable de fonder rationnellement ce que serait de bonnes institutions et de bonnes lois, et donc d'établir « une norme de la norme » - ce qui reviendrait de nouveau à postuler un garant transcendant à la société de l'idée de justice, et donc à retomber dans l'hétéronomie.

### Démocratie radicale
Le projet d'autonomie défendu par Castoriadis se revendique ainsi comme un projet révolutionnaire, visant au point de vue institutionnel à construire une « démocratie radicale », qu'il définit comme une société ayant reconnu et accepté « l’absence de toute norme ou Loi extra-sociale qui s’imposerait à la société », et instaurant de ce fait l'égalité politique des citoyens.
Une véritable démocratie ne peut être selon Castoriadis qu'une démocratie directe, dans laquelle chaque citoyen peut participer sur un rapport d'égalité avec les autres à l'activité auto-instituante de la société, et plus précisément au « pouvoir explicite », c'est-à-dire à l'élaboration des lois et aux décisions gouvernementales. Castoriadis milita ainsi dès ses débuts et jusqu'à la fin contre la hiérarchisation du pouvoir politique entre un groupe d'individus aux commandes (qu'il s'agisse de prêtre, de la cour du Roi, d'un Parti, et même d'une assemblée d'élus non révocables) et le reste de la population qui est contrainte d'obéir, ou dont les protestations n'ont aucun pouvoir concret et effectif - et surtout institué - sur les décisions prises. Il reprend à ce sujet la célèbre remarque de Rousseau au sujet de la monarchie parlementaire anglaise, selon laquelle « le peuple anglais pense être libre », mais « se trompe fort; il ne l'est que durant l'élection des membres du parlement: sitôt qu'ils sont élus, il est esclave. »
De ce fait, une société démocratique, autrement dit autonome, est selon Castoriadis une société qui pose l'égalité des citoyens comme la condition de possibilité de leur liberté... Liberté et égalité ne s'opposeraient donc pas mais seraient au contraire deux notions indissociables: on ne peut être dit "libre", d'après Castoriadis, que si l'on n'est dominé par personne, si donc personne n'a plus de pouvoir que soi pour décider des règles communes qui nous concerneront.
Il associe ainsi la démocratie à la nécessité d'instaurer une véritable sphère publique, qu'il nomme sphère publique-publique ou ekklesia, qui correspond aux institutions du "pouvoir explicite" (institutions politiques), et qui doit donc selon lui véritablement appartenir à tous les citoyens, et non être "privatisée", que ce soit par une élite politique, une bureaucratie, ou quelconques experts - experts qui, pour Castoriadis, ne sauraient exister dans le domaine politique (voir plus haut, sur l'hétéronomie sociale).

#### Dimension économique
L'égalité qu'il revendique pour ce qui concerne l'activité politique, Castoriadis la revendique aussi bien pour l'activité dans laquelle l'on passe le plus clair de ses journées, soit l'activité productive, le travail. Il dénonce ainsi tout autant la hiérarchisation qui régit le monde de l'entreprise que celle qui concerne le pouvoir politique. Plus que de dénoncer l'opposition entre capitalistes et prolétariat à la manière du marxisme, le véritable clivage qu'il faudrait selon lui abolir (et qui inclut le premier) est celui qui oppose dirigeants et exécutants, gouvernants et gouvernés...
Par ailleurs, Castoriadis défend l'idée d'une égalité des salaires et des revenus de manière générale, car selon lui, toute inégalité d'ordre économique (ou social) tend à se répercuter comme inégalité politique, soit comme inégalité entre les citoyens vis-à-vis de leurs capacités et pouvoir de participation à la sphère politique. De plus, il souligne que l'égalité des revenus est le seul moyen d'obtenir un marché économique qui soit démocratique, c'est-à-dire un marché où chaque consommateur ait le même pouvoir d'influence sur les mécanismes de l'offre et de la demande.

#### La démocratie selon Castoriadis
L'autonomie collective renvoyant à l'établissement d'un nouveau type de rapport entre la société instituante et la société instituée, elle dépend aussi d'un mouvement qu'il s'agit de prolonger en permanence – mouvement de la réflexivité, par lequel ce qui est déjà institué peut être questionné et transformé par la collectivité, et sans lequel elle replonge donc dans l'hétéronomie. Par ailleurs, une société autonome, se sachant être la seule origine de son institution, se sait aussi seule responsable des limites qu'elle se fixe. La démocratie que vise le projet castoriadien est donc aussi le régime de « l'auto-limitation », pour les mêmes raisons qu'elle est le « régime de la réflexivité ». De là Castoriadis conclut finalement que la démocratie est aussi le seul régime véritablement « tragique ».
Le projet d'autonomie est clairement défini par Castoriadis comme projet visant la liberté, aussi bien sur le plan individuel que collectif. Il ne prétend donc pas garantir le bonheur de chacun (contrairement à la perspective saint-simonienne), pas plus qu'il doit être confondu avec le projet d'une société parfaite, puisque tout au contraire, une société autonome non seulement est par définition sujette à l'instabilité (en ce sens qu'elle est disposée à s'auto-transformer), et elle affirme par ailleurs explicitement qu'aucune loi ou institution ne peut être parfaite, qu'il n'y a ni perfection ni certitude ultime dans le domaine de la politique.

### L'individu autonome
Si la liberté collective et individuelle réclame selon Castoriadis des transformations profondes de la société sur le plan institutionnel, son intérêt pour la psychanalyse s'associe à une réflexion concernant la dimension subjective de la liberté. En effet, il souligne régulièrement qu'une société ne saurait s'auto-instituer de manière réflexive et collective si les individus qui la composent ne sont pas eux-mêmes entrés dans une dynamique réflexive, non seulement vis-à-vis des institutions sociales qu'ils ont à questionner et à transformer, mais aussi vis-à-vis d'eux-mêmes.
En ce sens, une démocratie ne doit pas simplement établir une liberté effective des citoyens (égalité politique et économique), mais aussi travailler à ce que tous deviennent capables d'interroger à la fois les significations imaginaires sociales, et à la fois leurs propres inconscients et désirs. À partir de là, il souligne la nécessité d'une « paideia démocratique », c'est-à-dire d'une éducation ou formation à la citoyenneté, et de manière générale d'une « socialisation des individus » qui favorise leur potentiel à libérer leur « imagination radicale », leur capacité à créer mais aussi à penser et à agir de manière réfléchie, et non pas en étant strictement régis par des pulsions ou représentations inconscientes, ou simplement admises sans jamais avoir été remises en question.
Il définit ainsi l'autonomie sur le plan subjectif, non pas comme la « victoire de la « raison » sur les « instincts » », mais comme d'une part l'établissement d'un « autre rapport entre le Je conscient et l'inconscient », d'autre part comme la capacité de se demander à voix haute : « cette loi est-elle juste ? ». De ce fait, en tant que renvoyant à un nouveau type de rapport entre les instances psychiques, et donc à un « processus », « une situation active », plutôt qu'à un état figé, il apparaît clairement que l'autonomie du sujet individuel, de la même manière que pour la société, ne saurait s'acquérir une fois pour toutes.

### Interdépendance individuelle et collective
Ce n'est pas parce que les individus ne seraient pas d'emblée autonomes qu'il faudrait, selon Castoriadis, renoncer ou patienter pour ce qui concerne l'institution d'une société autonome, car, de la même manière qu'une société hétéronome engendre des individus hétéronomes qui à leur tour reproduisent l'hétéronomie sociale, une société tendant vers l'autonomie tendra à engendrer des individus autonomes, qui en retour pourront (et voudront) travailler à l'institution d'une société autonome. Autrement dit, quand bien même autonomie sociale et individuelle s'impliquent réciproquement, Castoriadis n'y voit pas un obstacle insurmontable: il s'agit là justement du processus d'auto-création et d'auto-transformation, pour lequel paradoxalement, conditions de possibilité et résultats se confondent. Il remarque d'ailleurs qu'il en va de même pour le mode d'être du vivant: « Le vivant présuppose le vivant : le « programme génétique » ne peut fonctionner que si les produits de son fonctionnement sont déjà disponibles. L'institution présuppose l'institution : elle ne peut exister que si les individus fabriqués par elle la font exister. Ce cercle primitif est le cercle de la création ». Il note ainsi:

« On peut avoir l'impression que tous les éléments nécessaires à la solution de notre problème se présupposent l'un l'autre et que nous nous trouvons pris dans un cercle vicieux. Il s'agit bien d'un cercle mais qui n'est pas « vicieux » car c'est le cercle de la création historique. Les politai grecs ont-ils créé la polis, ou la polis les politai ? Cette question est absurde précisément parce que la polis ne peut avoir été créée que par l'action d'êtres humains qui étaient, pour la même raison, en train de se transformer en politai. »

Ainsi, l'argument selon lequel il est absurde d'exiger l'égalité politique des citoyens puisqu'ils ne seraient pas capables d'exercer une telle responsabilité est rejeté par Castoriadis, qui affirme que la responsabilisation dépend des responsabilités que l'on a, autrement dit, que c'est en exerçant le pouvoir politique à égalité avec les autres que chacun peut acquérir la capacité de l'exercer, et qu'à l'inverse, la dépolitisation résulte de la déresponsabilisation induite par l'absence de participation effective aux décisions qui concernent la collectivité.

### Origines historiques du projet d'autonomie
Aux yeux de Castoriadis, la rupture de la clôture qui définit l'hétéronomie aurait eu lieu deux fois au cours de l'histoire. Tout d'abord en Grèce, à partir du VIIe siècle avant notre ère, puis en Europe, à partir du XIIe siècle. À ce titre, il parle de rupture greco-occidentale.

#### Le «germe» grec
La Grèce antique, et plus particulièrement la démocratie athénienne, représente pour Castoriadis un moment fondamental de l'Histoire, en ce qu'émerge alors l'idée et la pratique de la démocratie, et en ce que celle-ci s'accompagne de la naissance de la philosophie, comme interrogation illimitée sur ce qui est vrai et sur ce qu'est la Vérité en elle-même, ou dit-il encore, « mise en question des idola tribus, des représentations collectivement admises ». D'ailleurs, Castoriadis affirme que l'émergence conjointe de la politique (« mise en question des institutions établies »), de la philosophie et de la démocratie n'est pas liée au hasard, mais qu'au contraire, ces formes de mises en question et cette forme de pratique du pouvoir s'appellent mutuellement. Par ailleurs, Castoriadis associe ces dernières à d'autres pratiques créées alors, telles l'Histoire - s'accordant ainsi avec Hannah Arendt lorsqu'elle affirme que les Grecs ont inventé la neutralité - ou encore la tragédie, qu'il considère comme mise en forme du Chaos (de l'existence notamment) et interrogation sur l'hubris (la démesure) dont les hommes sont capables, et qu'à ce titre, il juge comme l'une des « institutions » fondamentales de la démocratie athénienne.
Ainsi, sa réflexion sur la démocratie (directe) se réfère régulièrement aux institutions mises en place à Athènes ainsi qu'à l'imaginaire social qui l'accompagne, et qu'il met en relief par le biais de comparaisons avec nos démocraties et imaginaires modernes. Il accorde ainsi une grande importance à diverses pratiques et modalités du pouvoir d'alors, tels la rotation des mandats, les tirages au sort, la révocation des élus, la possible participation de tout citoyen à certaines assemblés, etc.
Pour autant, Castoriadis, loin de considérer la démocratie athénienne comme un "modèle", répète ad nauseam qu'il ne s'agit pour lui que d'un "germe" du projet d'autonomie, que nous avons d'ores et déjà dépassé sur un certain nombre de points (par exemple pour ce qui concerne la pratique de l'esclavage, le statut des femmes, etc.).

#### La rupture occidentale, les Lumières
Selon Castoriadis, la seconde rupture a eu lieu en Europe, à partir du XIIe siècle. Celle-ci s'est prolongée et enrichie à la Renaissance et au travers du mouvement des Lumières. Cependant, il insiste sur le fait que conjointement à celle-ci, s'est développé le « phantasme de la maîtrise rationnelle et intégrale », qui à ses yeux contredit directement le sens porté par le projet d'autonomie, en ce qu'elle confère à l'instauration d'une nouvelle « ontologie unitaire », selon laquelle le monde dans son ensemble serait réductible à une mathésis, un ordonnancement causal et logique intégral qui permettrait finalement de clore (illusoirement) le mouvement de l'interrogation politique et philosophique. Il remarque ainsi que ce phantasme et le projet d'autonomie se sont contaminés réciproquement - contamination dont l'un des aboutissements se serait notamment manifesté au travers du marxisme, qui allie projet d'émancipation et vision déterministe de l'Histoire.

#### Le mouvement ouvrier
Le mouvement ouvrier, à partir du XIXe siècle, a été l'objet de réflexions et d'analyses dès les premiers écrits de Castoriadis, particulièrement au sein de la revue Socialisme ou barbarie. L'un des points auxquels il accorde une grande importance consiste dans l'élargissement de « la critique de l'ordre institué et [de] la revendication démocratique » à des considérations économiques (répartition des richesses, mode de production, propriété des moyens de production). Ainsi, s'opère une liaison entre les problématiques strictement politiques et celles d'ordre socio-économiques - soit l'intégration de la dimension économique aux questions politiques - qui à ses yeux est nécessaire, et représente l'un des aspects incontournables du projet d'autonomie (c'est l'un des points qui l'oppose à la conception de la politique formulée par Hannah Arendt).
Par ailleurs, Castoriadis fut particulièrement admiratif de la révolution hongroise de 1956, du fait de l'ampleur des problématiques auxquelles elle s'attaqua, et de par l'organisation autogérée par laquelle elle se réalisa.

### Un citoyen engagé
Malgré le pessimisme qui se dégage de son analyse des sociétés contemporaines, Castoriadis a milité jusqu’au bout et avec conviction en faveur du projet d’autonomie. Son volontarisme trouve sa source dans son ontologie : l’Être est création, toujours "à-Être". La puissance créatrice se manifeste chez l’homme de façon plus éclatante qu’ailleurs, avec en outre cette caractéristique entièrement nouvelle qu’elle peut être consciente d’elle-même et donc auto-dirigée. Pour que toutes les potentialités humaines émergent dans ce qu’elles ont de meilleur, il suffirait que les peuples décident de sortir de leur léthargie actuelle et s’engagent dans une action politique leur permettant de « faire leur histoire au lieu de la subir». Au niveau des représentations imaginaires, il faudrait parallèlement - et c’est cela le plus important - qu’ils donnent comme sens à leur vie la recherche du développement humain et non plus la croissance économique pour elle-même.
Toute la difficulté vient de ce qu’un tel sursaut semble très éloigné des préoccupations et des aspirations réelles de nos contemporains. Dans ces conditions, la seule action possible consiste à s’efforcer de sortir les individus de leur isolement, de leur apathie, de leur aliénation au modèle institué de consommation sans limite. Cette action est aussi la plus urgente, et Castoriadis appelle ceux qui l’écoutent à y consacrer leur énergie. Il s’agit de réveiller les consciences, d’instituer un nouvel imaginaire au niveau du « collectif anonyme », en aucun cas de définir à l’avance et en détail la société idéale du futur. « L’idée centrale de la révolution, c’est que l’humanité a devant elle un vrai avenir, et que cet avenir n’est pas simplement à penser, mais à faire. » Plus précisément, il serait absurde de vouloir élaborer d’abord par la pensée un nouveau modèle de société, pour en proposer ensuite la mise en œuvre aux populations ébahies. Ce qui est à faire, c’est de créer une dynamique collective, où action créatrice et réflexion marcheront ensemble en se confortant réciproquement.
Les transformations à envisager seront d’autant plus importantes que « L’autonomie n’est pas une fin en soi : Nous voulons l’autonomie à la fois pour elle-même et pour être en mesure de faire. Mais de faire quoi? »
À cette question, les Athéniens avaient apporté une réponse : « la création d’êtres humains vivant avec la beauté, vivant avec la sagesse, et aimant le bien commun. »
Castoriadis propose de son côté « le développement des êtres humains » Ce qui se décline en individus autonomes dans une société vraiment démocratique et socialiste, faisant de l’épanouissement humain de ses membres son objectif et le sens même de la vie. Au total, la poursuite de cet objectif conduit à envisager une réorganisation profonde des institutions sociales, des rapports économiques, politiques et culturels, mais aussi des rapports de travail car les techniques de production et toute l’organisation du travail sont à réformer.

## Controverses

### Dispute médiatique avec Bernard-Henry Lévy
Au premier trimestre 1979, une violente dispute médiatique opposa Cornelius Castoriadis ainsi que l'historien Pierre Vidal-Naquet à l'écrivain Bernard-Henri Lévy au sujet de nombreuses erreurs factuelles dans le livre de ce dernier, Le Testament de Dieu. Dans un article du Nouvel Observateur en date du 9 juillet 1979, Cornelius Castoriadis, admettant sa perplexité devant le « phénomène BHL », écrivait : 

« Sous quelles conditions sociologiques et anthropologiques, dans un pays de vieille et grande culture, un “auteur” peut-il se permettre d’écrire n’importe quoi, la “critique” le porter aux nues, le public le suivre docilement — et ceux qui dévoilent l’imposture, sans nullement être réduits au silence ou emprisonnés, n’avoir aucun écho effectif ? »

Optimiste, Castoriadis ajoutait néanmoins : 

« Que cette camelote doive passer de mode, c’est certain : elle est, comme tous les produits contemporains, à obsolescence incorporée. »

### Citation hors-contexte dans une nécrologie du journalLe Monde
À sa mort, fin 1997, le journal Le Monde publie une rubrique nécrologique dont une citation, coupée de tout contexte, était[évasif] : « Les gens s'aperçoivent que l'objectif central de la vie humaine ne peut pas être de changer de voiture tous les trois ans plutôt que tous les six. Mais ils ne peuvent pas, jusqu'ici, trouver en eux-mêmes la ressource pour aller au-delà […]. Il ne s'agit pas seulement de créer une nouvelle conception politique, il s'agit de mettre en cause tout un mode de vie et d'en concevoir un autre, puisque dans la société de consommation règne des partis bureaucratiques, pouvoir de l'argent et des médias, superficialisation de la culture sont intimement liés et solidaires. »

## Œuvres
- L'Institution imaginaire de la société, Seuil, 1975  (ISBN 2-02036562-6)
- Les carrefours du labyrinthe, Seuil (6 tomes de recueils d'articles et d'entretiens) :
  - Les carrefours du labyrinthe, 1978
  - Domaines de l'homme : Les carrefours du labyrinthe II, 1986
  - Le Monde morcelé : Les carrefours du labyrinthe III, 1990
  - La Montée de l'insignifiance : Les carrefours du labyrinthe IV, 1996
  - Fait et à faire : Les carrefours du labyrinthe V, 1997
  - Figures du pensable : Les carrefours du labyrinthe VI, 1999 (Posthume)
- Sur Le Politique de Platon, Seuil, 1999 (ISBN 2020365707)
- La création humaine, Seuil (4 tomes posthumes de séminaires tenus à l'E.H.E.S.S.) :
  - Sujet et vérité dans le monde social-historique. La création humaine 1, Seuil, 2002
  - Ce qui fait la Grèce, 1. D'Homère à Héraclite. La création humaine 2, Seuil, 2004
  - Ce qui fait la Grèce, 2. La cité et les lois. La création humaine 3, Seuil, 2008 (ISBN 2020971410)
  - Ce qui fait la Grèce, 3. Thucydide, la force et le droit. La création humaine 4, Seuil, 2011 (ISBN 978-2-02103662-6)
- Une Société à la dérive, entretiens et débats 1974-1997, Seuil, 2005
- Fenêtre sur le chaos, Seuil, 2007 (ISBN 2020908263)
- Post-scriptum sur l'insignifiance suivi de Dialogue, L'Aube, 2007 (ISBN 275260372X) (Retranscription d'émissions radiophoniques)
- Mai 68 : la brèche (sous le pseudonyme P. Coudray, coécrit avec Claude Lefort et Edgar Morin) [1968], Fayard, 2008 (ISBN 2213636982)
- L'imaginaire comme tel (Texte inédit édité par Arnaud Tomès) Hermann, 2008 (ISBN 2705667415)
- Histoire et création : Textes philosophiques inédits (1945-1967) (Textes édités par Nicolas Poirier), Seuil, 2009 (ISBN 2-02093225-3)
- Démocratie et relativisme : Débat avec le MAUSS, Paris, Mille et une nuit, 2010
- La culture de l'égoïsme, Paris, Flammarion, coll. « Climats », 2012 (Retranscription d'un échange télévisuel avec Christopher Lasch)
- Écrits politiques 1945-1997 (8 Volumes), Éditions du Sandre[n 4] :
  - La Question du mouvement ouvrier. Tomes 1 & 2 (Vol. I et II), 2012
  - Quelle démocratie ? Tomes 1 & 2 (Vol. III et IV), 2013
  - La Société bureaucratique (Vol. V), 2015
  - Guerre et théories de la guerre (Vol. VI), 2016
  - Écologie et politique, suivi de Correspondances et Compléments (Vol. VII), 2020
  - Sur la dynamique du capitalisme et Autres textes, suivi de L’Impérialisme et la guerre (Vol. VIII), 2020
- De l'écologie à l'autonomie, Lormont, Le Bord de l'eau, coll. « Documents », 2014 (1re éd. 1981) (Retranscription d'un débat avec Daniel Cohn-Bendit)
- Dialogue sur l'histoire et l'imaginaire social, Paris, EHESS -Ina, coll. « Audiographie », 2016 (Retranscription d'un échange radiophonique avec Paul Ricœur)

### Documents complémentaires